# Riom-ès-Montagnes (tổng)
Tổng Riom-ès-Montagnes là một tổng thuộc tỉnh Cantal trong vùng Auvergne-Rhône-Alpes.

## Địa lý
Tổng này được tổ chức xung quanh Riom-ès-Montagnes ở quận Mauriac. Độ cao khu vực này dao động từ 500 m (Saint-Étienne-de-Chomeil) đến 1 540 m (Collandres) với độ cao trung bình 899 m.

## Hành chính
| Giai đoạn | Ủy viên          | Đảng | Tư cách            |
| --------- | ---------------- | ---- | ------------------ |
| 2001-2008 | Pierre Fouillade | DVG  | Thị trưởng Valette |
| 2008-2014 | Guy Delteil      | UMP  |                    |

## Các đơn vị trực thuộc
Tổng Riom-ès-Montagnes gồm 8 xã với dân số 5 186 người (điều tra dân số năm 1999, dân số không tính trùng)
| Xã                       | Dân số | Mã bưu chính | Mã insee |
| ------------------------ | ------ | ------------ | -------- |
| Apchon                   | 242    | 15400        | 15009    |
| Collandres               | 223    | 15400        | 15052    |
| Menet                    | 580    | 15400        | 15124    |
| Riom-ès-Montagnes        | 2 842  | 15400        | 15162    |
| Saint-Étienne-de-Chomeil | 259    | 15400        | 15185    |
| Saint-Hippolyte          | 122    | 15400        | 15190    |
| Trizac                   | 657    | 15400        | 15243    |
| Valette                  | 261    | 15400        | 15246    |

## Biến động dân số
| 1962                                                     | 1968  | 1975  | 1982  | 1990  | 1999  |
| -------------------------------------------------------- | ----- | ----- | ----- | ----- | ----- |
| 7 068                                                    | 7 535 | 6 998 | 6 460 | 5 875 | 5 186 |
| Nombre retenu à partir de 1962 : dân số không tính trùng |       |       |       |       |       |